# Camila Cabello
Camila Cabello (* 3. března 1997 Havana), celým jménem Karla Camila Cabello Estrabao, je americko-kubánsko-mexická zpěvačka a také bývalá členka americké dívčí skupiny Fifth Harmony.

## Dětství
Camila se narodila v Havaně na Kubě. Je dcerou Alejandra a Sinuhe Cabello. Má mladší sestru Sofii, které je 13 let. Má hispánské kořeny. Do svých pěti let žila střídavě na Havaně a v Mexiku, než se její rodina přestěhovala do Miami na Floridě.

## Kariéra

### The X Factor a Fifth Harmony
Camila se zúčastnila konkurzu americké verze soutěže The X Factor ve Greensboro, Severní Karolína. Během soutěže byla dána dohromady se čtyřmi dalšími dívkami, které vytvořily skupinu, jež později dostala jméno Fifth Harmony. Skupina podepsala zakládající smlouvu se Syco Music, kterou vlastní Simon Cowell. Po umístění se na třetím místě v soutěži podepsaly hudební smlouvu s L.A. Reidem, tehdejším vlastníkem Epic Records.
Skupina vydala EP Better Together (2013) a album Reflection (2015). Od roku 2013 do konce roku 2016 Camila vystupovala na skupinových turné.
18. prosince 2016 skupina oznámila, že Camila skupinu opouští..

### Sólová kariéra
20. listopadu 2015 nazpívala s mladým kanadským zpěvákem Shawnem Mendesem píseň „I Know What You Did Last Summer“, která získala platinovou certifikaci Asociace amerického nahrávacího průmyslu. Dále nazpívala písničku „Bad Things“ s rapperem Machine Gun Kellym, vydanou 14. října 2016. Cabello se dostala do žebříčku 30 nejvlivnějších teenagerů roku 2016 časopisu Time.
25. ledna 2017 unikla na internet píseň Love „Incredible“, na které spolupracovala s norským DJem Cashmere Catem. Oficiální verze písně byla vydána 16. února 2017.
3. srpna 2017 vydala společně s americkým rapperem Young Thugem píseň „Havana“.
12. ledna 2018 vydala Camila své debutové album s názvem Camila.
21. června 2019 vydala společně se svým kanadským kolegou a nynějším expřítelem-Shawnem Mendesem píseň „Señorita“.
6. prosince 2019 vydala své druhé studiové album s názvem Romance.

## Diskografie
- Camila (2018)
- Romance (2019)
- Familia (2022)
- C,XOXO (2024)